# Serene Decay
Serene Decay es un grupo finlandés de metal gótico formado en 2007. Está formado por miembros que estuvieron en bandas como Surma, Raakku, Dead Shape Figure, 2nd Suicide y Silkwood. La música de Serene Decay se caracteriza por vibraciones tonales y mezcla de diversos géneros de metal. Serene Decay está en busca de un editor apropiado para su música y contactos para la banda, para organizar conciertos en Finlandia y en el extranjero.
A comienzos de 2008 grabaron dos canciones. La respuesta fue muy positiva, y tras ello lanzaron su prmiera demo. En estos momentos la banda está ensayando su próximo material de álbum de estudio en conciertos en vivo alrededor de Escandinavia.

## Discografía

### Demos
- 2008: «Serene Decay»[2]

## Miembros[2]
- JP - Vocalista
- Jype - Guitarrista
- Santtu Korpela - Guitarrista
- Vsq - Bajista
- Oksa - Batería